# Länsväg 110
Länsväg 110 i Skåne går från Saxtorp vid E6 nära Barsebäck via Asmundtorp och Bjuv till Hyllinge där vägen ansluter till E4 (om man fortsätter några kilometer till, kommer man åter till E6, söder om Ängelholm). Vägen är 37 km lång.

## Historia
Delar av Länsväg 110, mellan Ormastorp vid Skromberga och Saxtorps kyrka har tidigare hetat Rikstvåan (från 1940-talet till 1962) och E6 (1962-1970). Dessa huvudvägar gick således en bit längre inåt landet än den gör idag, ej via Helsingborg. Efterhand som motorvägen Malmö-Ängelholm blev klar fick den äldre vägen numret 110, så att väg 110 på 1970-talet gick Malmö–Bjärred–Saxtorp–Billesholm–Bjuv–Ängelholm. En nyare väg hade då byggts förbi Billesholm, medan Rikstvåan hade gått genom Mörarp. På 1980-talet drogs väg 110 Bjuv–Helsingborg via gamla E4:an, medan Bjuv–Ängelholm fick numret 107. Sedan valde man att avsluta väg 110 i Hyllinge.